# دمنه
دمنه (به لاتین: Demene) یک روستا در لتونی است که در شهرداری دوگوپیلس واقع شده‌است. دمنه ۲۹۹ نفر جمعیت دارد.